# Cratere Bole
Bole  è un cratere sulla superficie di Marte.